# 파울리뉴 다 코스타
파울리뉴 다 코스타(포르투갈어: Paulinho da Costa, 1948년 5월 31일 ~ )는 브라질 출신의 타악기 연주자로 리우데자네이루에서 태어났으며 현대의 음악가 중 한명으로 간주된다.